# Kwidzyn
Pour la gmina, voir Kwidzyn (gmina).
Kwidzyn [ˈkfʲid͡zɨn] (jusqu'en 1946 en allemand : Marienwerder) est un chef-lieu de powiat dans la voïvodie de Poméranie (Pologne). Jusqu'en 1919, c'était le chef-lieu du district de Marienwerder dans la province de Prusse-Occidentale.

## Géographie
Elle est située à 5 km de la Vistule, au bord des rivières Liebe et Nogat et sur la ligne ferroviaire Toruń-Malbork.

## Architecture
On y distingue:
- la grande cathédrale (catholique, puis protestante et de nouveau catholique), construite entre 1343-84, avec les pierres tombales de trois grands maîtres de l'Ordre Teutonique et des évêques de Pomésanie
- le château médiéval, ancienne forteresse teutonique
- l'église catholique (autrefois la seule)
- l'ancienne résidence épiscopale (aujourd'hui tribunal d'instance et prison)
- de superbes bâtiments destinés à l'administration
- la Cour d'appel
- le nouvel hôtel de ville.

## Histoire
Le château de Marienwerder date de 1232 et la ville de 1233 lorsque le village de Marienwerder fondé par les chevaliers teutoniques obtient les privilèges du droit de Culm. De nouveaux colons arrivent de Prusse, de Saxe, du reste de l'Allemagne et de Mazurie.
| Appartenances historiques État teutonique (1232-1454) Royaume de Pologne (1454-1466) Duché de Prusse (1466-1618) (vassal de la Pologne) Brandebourg-Prusse (1618-1657) (vassal de la Pologne) Brandebourg-Prusse (1657-1701) (indépendant) Royaume de Prusse (1701-1871) Empire allemand (1871-1920) Reich allemand (1939–1945) Pologne populaire (1945–1989) Pologne (1989–présent). |

Sainte Dorothée de Montau y habita de 1391 à sa mort en 1394 et son tombeau devint un but de pèlerinage. La ville de Marienwerder était aussi la résidence des premiers évêques de Pomésanie. Elle fit partie de la ligue de Prusse, regroupement des villes qui voulaient se défaire du pouvoir de l'Ordre teutonique. Cette ligue fut constituée à Marienwerder, le 14 mars 1440, sous l'impulsion de la noblesse terrienne, désireuse d'accroître ses domaines, et de la bourgeoisie commerçante des villes. La ville resta toutefois possession de l'Ordre, après que celui-ci, battu, fut contraint d'accepter la suzeraineté de la Pologne. Marienwerder se convertit au luthéranisme au XVIe siècle.

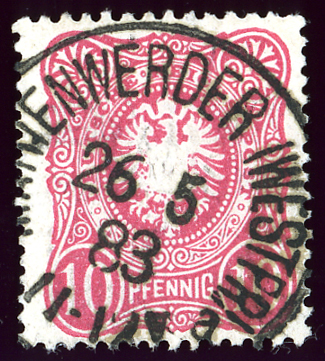
Marienwerder en 1883, dans la province prussienne de Prusse occidentale avant l'incorporation à l'Empire en 1871.

En 1885 la ville de Marienwerder comptait 8.079 habitants, en majorité allemands et protestants, et on y produisait du sucre, du vinaigre, des fruits et des machines, il y avait aussi une brasserie et une laiterie.
Marienwerder était un siège administratif, avec une Cour d'appel, un tribunal d'instance, une succursale de la Reichsbank, un lycée (Gymnasium), une école normale, une école de sous-officiers et un haras régional. À proximité immédiate de la ville se trouvaient les communes rurales de Marienau (aujourd'hui: Michałowo), Marienfelde (aujourd'hui: Glaznoty) et Mareese (aujourd'hui: Mareza) avec au total plus de quatre mille habitants.
La ville était depuis 1818 chef-lieu d'arrondissement (Bezirk) et en même temps siège du district de même nom qui comprenait toute la Prusse-Occidentale du Sud. Elle avait une population minoritaire polonaise, main d'œuvre attirée par sa prospérité. La population était en majorité protestante, et la germanisation active ; selon les statistiques officielles, 36,7 % de la population du district restait alors polonaise. En 1920, la ville dut choisir entre l'appartenance à l'Allemagne et à la Pologne et vota pour l'Allemagne à plus de 92 %.
Pendant la République de Weimar, l'on décida de fonder un lycée polonais dans la ville. Le 25 août 1939, les élèves furent déportés dans les camps de concentration nazis.
En 1945 la ville fut mise à sac, mais sans être la proie des flammes. Ce n'est que l'année suivante que de grandes parties de la vieille ville furent détruites pour servir de matériel de reconstruction à Varsovie. Elle fut alors nommée officiellement en polonais Kwidzyn, toute la population prussienne expulsée en trois ans et remplacée par des Polonais eux-mêmes expulsés de l'Est.
Vers 1990 Kwidzyn a été jumelée avec la ville allemande de Celle (Basse-Saxe).

## Anecdote
- 29 juillet 2008, un habitant de Kwidzyn est arrêté après un accident de voiture, il avait 9,8 grammes d'alcool dans le sang, détenant ainsi le record du monde de l'ivresse au volant.

## Personnalités
- Rudolf von Auerswald (1795-1866), homme politique prussien.
- Kurt Rosenfeld (1877-1943), homme politique

## Jumelages
- Celle (Allemagne)
- Bar (Ukraine)
- Olofström (Suède)

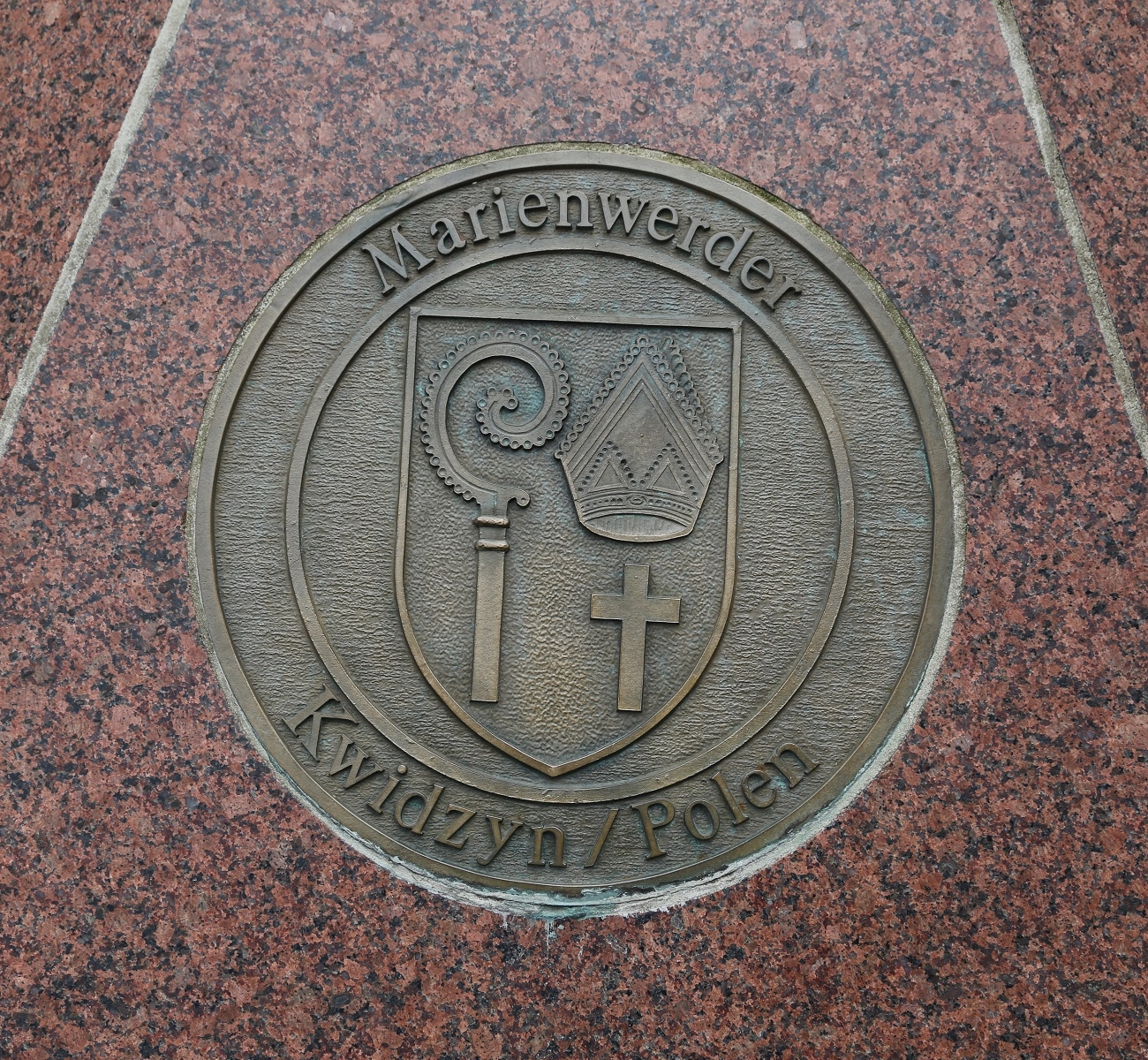
Blason à jumelage Celle (Allemagne)

## Sources
- (de) Cet article est partiellement ou en totalité issu de l’article de Wikipédia en allemand intitulé « Kwidzyn » (voir la liste des auteurs).

- (en) Cet article est partiellement ou en totalité issu de l’article de Wikipédia en anglais intitulé « Kwidzyn » (voir la liste des auteurs).